# Ralph Guthrie
Ralph Guthrie (13 tháng 9 năm 1932 – tháng 9 năm 1996) là một cầu thủ bóng đá người Anh từng thi đấu ở vị trí thủ môn.

## Sự nghiệp
Sinh ra ở Hartlepool, Guthrie bắt đầu sự nghiệp tại bóng đá non-league cùng với Tow Law Town. Ông chuyển đến Arsenal vào tháng 12 năm 1952, và có màn ra mắt vào tháng 9 năm 1954. Sau đó ông thi đấu cho Hartlepools United, trước khi trở lại bóng đá non-league cùng với Horden Colliery Welfare.